# الدوري الأمريكي لكرة السلة للمحترفين 2015–16
الدوري الأمريكي لكرة السلة للمحترفين 2015–16 (بالإنجليزية: 2015–16 NBA season)‏ هو الموسم 70 من  الرابطة الوطنية لكرة السلة. أقيم خلال الفترة 27 أكتوبر 2015 وحتى 20 يونيو 2016، وأشرف على تنظيمه الرابطة الوطنية لكرة السلة.